# Peter Philips (Engels componist)

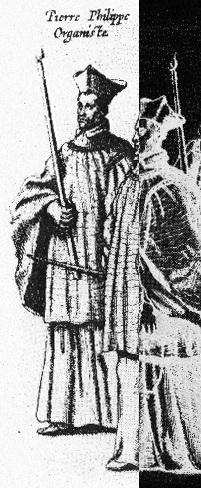
Peter Philips

Peter Philips (omstreeks 1560 – 1628) was een vooraanstaand Engels componist, organist en een naar de Spaanse Nederlanden verbannen katholieke priester. Hij was een van de beste klaviervirtuozen van zijn tijd en transcribeerde en bewerkte voor zijn instrument talrijke Italiaanse motetten en madrigalen van bijvoorbeeld Orlandus Lassus, Palestrina en Giulio Caccini. Sommige klavierstukken zijn bewaard in het zogenaamde Fitzwilliam Virginal Book. Philips schreef ook vele geestelijke koorwerken.

## Leven
Philips is geboren in 1560 of 1561, in Devonshire of misschien Londen. Van 1572 tot 1578 verliep zijn loopbaan als koorknaap bij de Sint-Pauluskathedraal in Londen onder toezicht van de katholieke zangmeester, Sebastian Westcote, die ook de jonge William Byrd twintig jaar eerder had opgeleid en in 1582 stierf. Philips was met zijn leraar vermoedelijk goed bevriend, want hij kreeg tot Westcotes dood onderdak in diens woning en was een van diens begunstigde erfgenamen.
In het jaar 1582, waarin Philips Engeland voorgoed verlaat zoals zovele anderen vanwege hun katholieke geloofsovertuiging, verbleef hij kortstondig in de Spaanse Nederlanden voor hij naar Rome doorreisde. Daar trad hij in dienst van kardinaal Alessandro Farnese (1520-1589) bij wie hij drie jaren bleef. Hij kreeg ook een betrekking als organist bij het Engelse Jezuïtencollege. Hij maakte er kennis met Palestrina en ontmoette er als katholieke banneling in februari 1585 ook een lotgenoot: Thomas Paget. Philips trad bij hem als muzikant in dienst. Beiden verlieten Rome in maart 1585 om een lange reis te maken. Die brengt hen in september 1585 in Genua, in oktober in Madrid en in september 1586 in Frankrijk. Het gehele jaar 1587 en de helft van het daaropvolgende jaar verblijven ze in Parijs op een korte uitstap na naar Brussel in maart 1588. In juni 1588 belandden zij uiteindelijk in Antwerpen. In februari 1589 vestigden zij zich in Brussel, waar Paget een jaar later stierf, waarna Philips zich opnieuw in Antwerpen vestigde waar hij trouwde en moeizaam het dagelijkse brood verdiende door kinderen virginaalles te geven. In 1593 trok hij naar Amsterdam om een in onderlegdheid uitmuntend man te kunnen zien en horen - to sie and heare an excellent man of his faculties - ongetwijfeld Jan Pieterszoon Sweelinck wiens roem dan al ver verspreid was. Op de terugweg werd Philips door ziekte getroffen. Hij bleef drie weken in Middelburg om te herstellen, maar werd daar door een landgenoot, Roger Walton, aangegeven vanwege vermeende betrokkenheid in een moorddadige samenzwering tegen Elisabeth I van Engeland. Met Walton en een andere beschuldigde, Robert Pooley, werd Philips aangehouden voor ondervraging. In afwachting van een verslag uit Londen werd hij een tijdlang opgesloten in Den Haag, waar hij waarschijnlijk de pavane en gaillarde Doloroso componeerde (Fitzwilliam Virginal Book, nr. LXXX en LXXXI). Philips vertaalde zelf de beschuldigingen die op het proces tegen hem waren geuit en gaf daarbij blijk van zijn uitstekende beheersing van het Nederlands. Hij werd vrijgesproken en zonder verdere tenlasteleggingen vrijgelaten.
Zodra Philips in 1597 in Brussel een betrekking had als organist van de kapel van aartshertog Albrecht VII van Oostenrijk, sinds 1595 landvoogd van de Nederlanden, nam zijn leven een gunstigere wending. Het jaar daarop verscheen een bundel met achtstemmige madrigalen. Philips werd tot priester gewijd na de dood van zijn vrouw en kinderen. De meningen zijn verdeeld over de vraag of dat in 1601 of 1609 was. In München verschijnen in 1609 zijn vroegst bekende geestelijke werken: drie motetten, opgenomen in een verzamelbundel. In elk geval verwierf hij in 1610 een kanunnikschap in Zinnik en in 1622 of 1623 in Bethune. Philips’ aanstelling aan het hof stelde hem in staat de beste musici van zijn tijd te ontmoeten, onder anderen Girolamo Frescobaldi, die de Nederlanden in 1607-08 bezocht, en zijn landgenoot John Bull, die Engeland ontvlucht had vanwege een klacht met betrekking tot overspel. De collega die hem het meest na was is echter Peeter Cornet (ongeveer 1575-1633), organist van aartshertogin Isabella Clara Eugenia, vrouw van Philips’ werkgever, de aartshertog.
Nog bij leven verwierf Philips veel aanzien. Zijn werken geraakten verspreid tot in Stockholm en Lissabon. In een reeks schilderijen die de zintuigen voorstellen, geeft Jan Brueghel de Oude bij het Gehoor dit zintuig mede gestalte door een partituur van Pietro Philippi, Inglese’s zesstemmige madrigalen bij de rekwisieten op te nemen, wat kan gelden als een bescheiden eerbetoon aan de componist.
Philips stierf in 1628. Wellicht was dat in Brussel, waar hij is begraven.

## Werken
Philips was een bijzonder productieve componist. Er zijn honderden motetten van hem bewaard. Hij componeerde zowel instrumentale ensemblemuziek als stukken voor solo-instrumenten. Ofschoon hij Engelsman was, schreef hij slechts enkele van zijn klavierstukken in de traditie van de virginaalschool. Zijn vocale werken sluiten aan bij de trant van de Italiaanse componisten van zijn tijd, zoals Orlandus Lassus.
Het muzikale oeuvre van Peter Philips kan worden opgedeeld in twee categorieën die samenvallen met twee onderscheiden tijdvakken.

### Instrumentale werken
Het instrumentale oeuvre werd bij elkaar gecomponeerd tussen 1580 en 1605. Het telt klavier- en ensemblewerken, alles bij elkaar ongeveer veertig stukken.
Het leeuwendeel van de klavierwerken is opgenomen in het zogenaamde Fitzwilliam Virginal Book. Het vroegst bekende, bewaarde stuk waarvan vaststaat dat het van Philips is, is een pavane uit 1580 volgens de datering in het Fitzwilliam Virginal Book (nr. LXXXV). Het draagt het opschrift: De eerste die Phi[lips] heeft gemaakt, The first one Phi[lips] made. Verschillende componisten schreven er variaties op: Jan Pieterszoon Sweelinck - een werk met als titel Pavana Philippi - Thomas Morley en ook John Dowland. Van Philips 27 bewaarde klavierstukken (twijfelachtige toeschrijvingen buiten beschouwing gelaten, zijn dat pavanes, gaillardes, fantasia’s en zettingen van Italiaanse meesters) zijn er niet minder dan negentien in één enkele bundel opgenomen. De vermoedelijke samensteller van het Fitzwilliam Virginal Book, Francis Tregian de Jonge, een katholieke geloofsgenoot van Philips, kende de componist vrijwel zeker persoonlijk: beiden verbleven aan het Brusselse hof in 1603. Tregian kan degene zijn geweest die Philips’ werken in Engeland heeft bekendgemaakt. De pavane Doloroso (nr. LXXX) blijkt Tregian te zijn opgedragen, met als titel Pauana Doloroso. Treg[ian], en er is ook een Pavana Pagget met gaillarde, gedateerd 1590 en ongetwijfeld geschreven naar aanleiding van de dood van zijn beschermheer, Lord Thomas Paget. Vele stukken zijn zettingen van werken van Italiaanse componisten. Bij sommige werken is op de partituur Philips’ naam in het Nederlands gespeld: Peeter, mogelijk een aanwijzing dat de samensteller – waarschijnlijk Tregian zelf - handschriften afkomstig van het vasteland gekopieerd heeft. 
Het Fitzwilliam Virginal Book kent zelf een onderverdeling die misschien samenhangt met twee verschillende periodes:
1. de dansen — vooral de pavanes en de gaillardes — en de fantasia’s, gecomponeerd tussen 1580 en 1593;
2. de klavierbewerkingen van vocale werken, de intabulaties, gecomponeerd van 1595 tot 1605.
- (1580): Pavana
- [ 1580?]: Galliardo
- (1582: één ervan gedateerd): Drie Fantasia’s
- [ 1590 ]: Pavana & Galiarda Pagget
- (1592): Passamezzo Pavana & Galiarda
- (1593: in de gevangenis geschreven): Pavana Doloroso & Galiarda Dolorosa
- (1595): Le Rossignol, bewerking van een chanson van Orlandus Lassus
- (1602): Bon Jour mon Cœur, bewerking van een chanson van Orlandus Lassus
- (1603): Amarilli, bewerking van een vocaal werk van Giulio Caccini
- (1605): Margott Laborez, bewerking van een chanson van Orlandus Lassus
- [ 1605, omstreeks?]: Chi fara fede al Cielo, bewerking van een vocaal stuk van Alessandro Striggio
- [ 1605, omstreeks?]: Tirsi, Freno, Cosi moriro, bewerking van een vocaal werk van Luca Marenzio

### Vocale werken
Het vocale oeuvre is onder te delen in twee periodes. Het wereldlijke telt voornamelijk een vijftigtal madrigalen, gedrukt tussen 1596 en 1603. Ze zijn Romeins van stijl, gemakkelijk voor de uitvoerder en werden vanwege het succes herdrukt. De tweede periode verenigt vooral de bundels met geestelijke werken, hoofdzakelijk motetten in verschillende stijlen, beurtelings onder invloed van het madrigaal of van Palestrina, maar in de geest van de Contrareformatie. Er bestaan enkele honderden stukken die Philips pas op het hoogtepunt van zijn loopbaan, vanaf omstreeks 1612 tot 1628, is gaan uitgeven. Enkel zijn grote tijdgenoot William Byrd schreef er méér dan hij.

#### Wereldlijke werken
- 1591: Melodia Olympica, verzameling madrigalen, uitgegeven in Antwerpen bij Petrus Phalesius de Jonge (1550-1629), gevolgd door andere uitgaven in 1594 en 1611.
- 1596: Madrigalen, boek I; Primo Libro de Madrigali a sei voci met zesstemmige madrigalen.
- 1598: Madrigalen, boek II; achtstemmige madrigalen.
- 1603: Madrigalen, boek III; zesstemmige madrigalen.

#### Geestelijke werken
- 1612: Cantiones sacrae pro praecipuis festis totius anni et commini sanctorum, vijfstemmig, uitgegeven bij Phalesius, voor gebruik in de hofkapel.
- 1613: Cantiones Sacrae Octonis Vocibus, achtstemmig voor dubbel koor.
- Gemmulae Sacrae Binis et Ternis Vocibus cum Basso Continuo Organum, 31 twee- tot driestemmige motetten met basso continuo.
- 1616: Les Rossignols spirituels, twee- en vierstemmige bewerkingen van populaire liederen met geestelijke Latijnse en Franse contrafacten.
- 1616: Deliciae sacrae binis et ternis vocibus cum basso continuo organum, twee- tot driestemmige motetten, opgedragen aan de aartshertogen Albrecht van Oostenrijk en Isabella Clara Eugenia.
- 1623: Litanies to Loreto.
- 1628: Paradisus sacris cantionibus consitus, una, duabus et tribus vocibus decantantis, 106 een-, twee- en driestemmige motetten met basso continuo.

### Andere werken
- 1615: 3 trio's (zonder instrumentatie) in L'Institution harmonique van Salomon de Caus

## Uitgaven/partituren
- The “Fitzwilliam Virginal Book”, J.A. Fuller Maitland and W. Barclay Squire, Dover Publications, New York 1963. SBN 486-21068-5.
- Eight Keyboard Pieces by Peter Philips: A collection of all Philips’ known music for keyboard instruments contained in sources other than the Fitzwilliam Virginal Book. John Harley (ed.). Stainer & Bell, Londen 1995.
- Complete Keyboard Music. David J Smith (ed.). Stainer & Bell, Londen 1999.
- Cantiones Sacrae Octonis Vocibus (1613). Musica Britannica vol. 61. John Steele (ed.). Stainer & Bell, Londen 1992.
- Select Italian Madrigals. Musica Britannica vol. 29. John Steele (ed.). Stainer & Bell, Londen, 1985.

## Discografie

#### Klavierwerken
- Anneke Uittenbosch, Etcetera, ETC 1022
- Consort Music. The Parley of Instruments. Hyperion CDA 66240
- Keyboard Music. Paul Nicholson. Hyperion CDA 66734
- Harpsichord Music, Emer Buckley. Harmonis Mundi HMC 901263
- The English Exile”. Colin Booth. Soundboard. SBCD 992
- Complete Keyboard Works Vol 1. Siegbert Rampe. MDG 341 1257-2
- Complete Keyboard Works Vol 2. Siegbert Rampe. MDG 341 1435-2

#### Vocale werken
- Cantiones Sacrae Quinis Vocibus. The Sarum Consort. Gaudeamus 217
- Cantiones Sacrae Quinis Vocibus. The Tudor Consort. Naxos 8.55056
- Paradisus Sacris Cantionibus. Currende Vocal Ensemble. Accent ACC 8862
- Motets et Madrigaux, Cappella Mediterranea Leonardo García Alarcón
- Motets et Madrigaux, o.l.v. Leonardo García Alarcón - Cappella Mediterranea (Ambronay AMY015)

## Schakel
- Muziek in ballingschap, De muziek van Peter Philips (1561-1628) – dwars – geplaatst in zijn tijd

- Bibsys: 99026952
- Biblioteca Nacional de España: XX831234
- Bibliothèque nationale de France: cb13898447h (data)
- CiNii: DA07045528
- Gemeinsame Normdatei: 119280574
- International Standard Name Identifier: 0000 0001 0906 2003
- Library of Congress Control Number: n82017444
- Nationale Bibliotheek van Letland: 000118179
- MusicBrainz: 95c9b3a3-7100-4b83-969e-e17c0d42d301
- Bibliotheek van het Japanse parlement: 01056666
- Nationale Bibliotheek van Tsjechië: xx0054758
- Nationale Bibliotheek van Israël: 987007283523205171
- Nederlandse Thesaurus van Auteursnamen: 09708154X
- Istituto Centrale per il Catalogo Unico: TO0V036162
- LIBRIS: 83734
- SNAC: w66q4n5j
- Système universitaire de documentation: 077907329
- Trove: 1043226
- Virtual International Authority File: 59270599
- WorldCat: E39PBJhCCwf8vWCMmhHvkbHwG3